# 鈴木鎮雄
鈴木 鎮雄（すずき しずお、1884年（明治17年）1月28日 - 1968年（昭和43年）5月27日）は、日本の建築家。宮内省に勤務した。

## 来歴
1884年、東京府士族鈴木信一の長男として生まれる。
1910年、東京帝国大学工科大学建築学科を卒業。同期に内藤多仲、安井武雄らがいる。大学卒業後、宮内省内匠寮に勤務。
1914年に宮内技師となる。1924年には欧米各国を視察した。
1931年、臨時帝室博物館造営課長に異動した北村耕造の後を継ぎ、工務課長となる。1943年に工務部長、宮内技監に就任（1946年3月まで）。
戦後は宮内庁調査員、工学院大学講師などを務めた。

## 関与作品
- 1915年 - 表宮殿正殿前中坪の能楽場の新築工事など
- 1926年 - 那須御用邸本邸
- 1935年 - 宮内省庁舎

## 栄典
- 1940年（昭和15年）8月15日 - 紀元二千六百年祝典記念章[2]